# Adolf Rudnicki
Adolf Rudnicki, né le 19 février 1912 (date reprise sur sa pierre tombale) ou le 22 janvier 1909 (selon les archives de la communauté juive de Żabno), mort le 14 novembre 1990 (à 78 ou 81 ans) est un écrivain juif polonais, à la fois romancier et essayiste. Il est particulièrement connu pour son travail sur la Shoah et la résistance juive polonaise durant la Seconde Guerre mondiale.

## Biographie
Adolf Rudnicki naît officiellement le 19 février 1912 à Varsovie, alors dans l'Empire russe. Il est le descendant d'une vieille famille de Juifs hassidiques. Il reçoit une double éducation: une éducation juive traditionnelle et une éducation moderne. À la fin de ses études secondaires, il commence à travailler comme employé de banque. Bien que le yiddish soit sa langue maternelle, il choisit d'écrire en polonais comme bon nombre de jeunes juifs de cette période. Il mélange avec bonheur l'imaginaire polonais et l'imaginaire yiddish. Son premier roman, Les Rats est publié en 1932. Il est très remarqué par la critique littéraire polonaise et marqué par l'influence de la psychanalyse freudienne. Son second roman, Soldats, publié en 1933 a pour thème les conflits avec les minorités dans la société polonaise. En 1936, il publie l'un de ses meilleurs romans, Le Mal-aimé qui explore les affres d'un amour non-partagé. Il introduit pour la première fois dans son œuvre la figure d'une femme dévouée et sensible, Noémi.
En 1939, Adolf Rudnicki sert dans l'armée polonaise. Après l'effondrement militaire du pays, il parvient à rejoindre la partie de la Pologne occupée par les Soviétiques et séjourne à Lwów jusqu'en 1941. Il continue dans cette ville son œuvre littéraire et collabore à la revue littéraire Nowe Widnokręgi (pl). Après l'invasion de l'Union soviétique par les Allemands, il rejoint Varsovie en 1942 où il vit caché pendant l'occupation. Il participe à l'insurrection de Varsovie en 1944.
Entre 1945 et 1949, Adolf Rudnicki vit à Łódź. Il est le directeur de publication de la revue Kuźnica (pl). Il revient ensuite à Varsovie. Il porte désormais un regard critique sur son œuvre d'avant-guerre. ses préoccupations esthétiques d'alors lui semblent immorales au vu des événements survenus pendant le conflit. Il se reproche de n'avoir rien fait pour représenter dans ses romans le monde juif avant qu'il ne disparaisse et d'avoir adopté le point de vue d'un Juif assimilé sur le monde yiddish. Il contribue de 1953 à 1968 à la revue Świat (pl) où il publie chaque semaine ses fameuses « pages bleues ». Il reçoit en 1955 et en 1966, une récompense d'État pour son œuvre. En 1968, une campagne antisémite secoue la Pologne. Adolf Rudnicki s'installe en France mais retourne en Pologne au milieu des années 1970. Ses derniers travaux, consacrés aux maîtres de la littérature slave, combinent la critique littéraire aux observations personnelles.

## Un naturaliste lyrique
Dans son œuvre, Adolf Rudnicki combine des éléments de fiction avec des reportages et des éléments autobiographiques. Après guerre, il conserve sa technique du naturalisme psychologique mais l'adapte à une nouvelle thématique, la Shoah dans son cycle, l'époque des crématoires. Ce cycle est certainement le plus complet réalisé par un écrivain juif polonais qui a vécu la Shoah en tant qu'adulte. Adolf Rudnicki donne aux victimes et aux survivants de l'Holocauste une épaisseur psychologique complexe. Il devient le chroniqueur d'un monde juif disparu, mêlant détails historiques et lyrisme. Il consacre un livre à l'écrivain yiddish Efraïm Kaganowski, à Ostap Ortwin (pl), un socialiste assassiné à Lwów par les nazis dans des circonstances mystérieuses, écrit sur des Justes ayant aidé les Juifs polonais et sur la destruction du ghetto de Varsovie.
Au milieu des années 1950, il cesse d'écrire sur la Shoah. Son biographe polonais, Józef Wróbel, pense que l'obligation faite aux auteurs par le parti au pouvoir de travailler sur l'avenir radieux du socialisme a bridé le travail de Rudnicki.

## Œuvres publiées en français
- Souviens-toi, Choix et introduction, Éditions Polonia, Varsovie, 1956
- Les Fenêtres d'or et autres récits, Gallimard, 1966, Folio, 1979
- Feuillets bleus, Gallimard, 1968
- Le Marchand de Łódź, Gallimard, 1969 - rééd. Sillages, 2010
- Baguette, Gallimard, 1971
- La Fuite de Isnaia Poliana, Gallimard, 1973
- Le Matin d'une coexistence, Gallimard, 1975
- Que le meilleur gagne, Le Sagittaire, 1978
- Hier soir à Varsovie, Gallimard, 1978
- Le Lion du Saint Sabbath, Gallimard, 1979
- Le Compagnon de route, Actes sud, 1987
- Des Greniers et des caves, Actes sud, 1988
- Théâtre, théâtre !, Actes sud, 1989
- La Mort d'un Polonais catholique, Gallimard, 1994
- Têtes polonaises, Albin Michel, 1981, 2000

## Extraits
- Sur le soulèvement du ghetto de Varsovie

« En ce mémorable printemps de 1943, les Pâques chrétiennes tombaient à la fin avril. Le journal Die Woche fournissait d'étranges comparaisons d'où il ressortait que c'étaient là les Pâques les plus tardives du XXe siècle. Pendant toute la semaine sainte se poursuivirent les processions incessantes en direction du mur. Elles ne cessèrent pas davantage pendant les fêtes. À peine les mots : « Allez en paix, la messe est achevée, alléluia, alléluia » avaient-ils retenti que la foule sortant des églises combles, l'âme encore brûlante, bruissante de printemps, des fleurs fraîches à la main, accouraient vers le mur, au spectacle. À la représentation pascale varsovienne.

C'était un spectacle peu banal. Les habitants des maisons mitoyennes voyaient comment — là-bas, derrière le mur — des gens à demi fous bondissaient hors des caves et, tels des lézards, rampaient d'étage en étage, plus haut, plus haut encore. L'incendie se coulait derrière eux, les balles les poursuivaient et eux, sans recours, sans espoir, cherchaient un recoin à l'épreuve des flammes, invisible pour l'œil du gendarme. Lorsque le feu commençait à leur lécher les jambes, le mari confiait l'enfant à sa femme, tous trois se donnaient un dernier baiser, puis ils sautaient, la femme d'abord avec le petit, l'homme ensuite. Les pompiers, dont le devoir était de monter la garde sur les toits environnants afin que le feu ne se communiquât pas à la partie aryenne de la ville, rentrés dans leurs chambres sûres, comme des jardins en plein midi, racontaient: «Les gosses, là-bas, ça dégringole comme des noix; les vieux, aussi. Les femmes, ils les obligent à écarter les jambes, et alors ils tirent.» Les gens des maisons voisines entendaient le craquement des os, le grésillement des corps jetés sur les bûchers: une couche de bois, une couche d'êtres humains.
Les uns venaient, les autres partaient. Tant qu'il faisait jour, ils se tenaient au pied du mur. Ils regardaient, parlaient, se lamentaient. Ils se lamentaient sur les marchandises, les richesses, sur l'or, l'or légendaire, mais avant tout sur les appartements et les maisons, «ces maisons les plus belles». Ils disaient: « Est-ce que le roi Hitler n'aurait pas pu régler cette question autrement ? » Les lueurs de l'incendie étaient visibles de chaque coin de la ville et à toute heure. De tout cela, des enfants transformés vifs en viande fumée, on disait: « C'est dans le ghetto », ce qui résonnait comme à des distances infinies. On disait: « C'est le ghetto », et la tranquillité d'esprit revenait. Or, cela avait lieu rue Nowolipie, rue Muranów, rue Świętojerska, à cinquante ou soixante mètres. À cent mètres plus loin dans l'espace, à quinze mois de distance dans le temps — et cela suffisait. L'ennemi inventif modelait les pensées et les marchands nouveaux riches de Varsovie s'y pliaient.
Le ghetto était en flammes. Les gens disaient: « Quel bonheur qu'il n'y ait pas de vent, autrement l'incendie nous atteindrait ». Les petits « Heinkel III » désinvoltes, comme en se jouant, planaient dans le ciel parfumé du printemps, avant de plonger dans la nappe de fumée, avant de lancer leurs œufs, comme on appelait les bombes. Derrière les murs, on mourait avec la conviction que la bestialité avait atteint ses bornes. En effet, que pouvait-il y avoir de pire ? Le général Sikorski en appelait aux consciences. Mais nous, ici, sur place, nous voyions combien est petite, dérisoire, la conscience des hommes. Les détonations secouaient la terre, les rues, mais non les hommes.
Le spectacle pascal dura bien au-delà de Pâques. La ville en fut émue pendant une semaine, deux, mais après? L'indifférence est chez l'homme ce qu'est dans la nature une forêt qui, si on ne l'éclaircit pas, en viendra à tout recouvrir. Elle avait eu lieu, la première du spectacle. La ville se fit indifférente, puisque rien n'y avait changé... On se plaignait de la cupidité des voituriers. Les habitants de la Ville Neuve récriminaient contre la foule perpétuelle: leur quartier, en effet, continuait à rappeler une courroie de transmission.
 »
Adolf Rudnicki, Les Fenêtres d'or, p. 16-17